# An Irish Airman Foresees His Death
An Irish Airman Foresees His Death ("Un aviatore irlandese prevede la sua morte") è una delle più celebri poesie di William Butler Yeats. Fu scritta dopo la morte di Robert Gregory, figlio di Lady Gregory, un maggiore impegnato sul fronte Occidentale durante la prima guerra mondiale. Kiltartan Cross, menzionato al quinto verso, è il paese d'origine dei Gregory.

## Nei media

### Cinema
Questa poesia è citata quasi interamente (mancano i versi 5, 6, 7 e 8) nel film del 1990, ambientato nel 1943, Memphis Belle, dove l'operatore radio la legge al resto dell'equipaggio del Boeing B-17 Flying Fortress in attesa del decollo per un bombardamento su Brema.

### Televisione
La parte finale di questa poesia (dal verso XII) viene citata in In the Flesh, serie tv del 2013, prodotta dalla BBC Three.

### Musica
Angelo Branduardi nel 1986 ha pubblicato l'album Branduardi canta Yeats, in cui metteva in musica dieci poesie di Yeats (tradotte dalla moglie Luisa Zappa). L'ottava traccia è Un aviatore irlandese prevede la sua morte.